# Beata Ziegler
Beata Ziegler (* 4. März 1885 in Ulrichsberg (Grafling), Landkreis Deggendorf; † 19. März 1959 in Bad Aibling) war eine deutsche Musikpädagogin (Klavier).

## Leben
Der Vater war ursprünglich Müller, später Bahnhofsvorstand. Beata Ziegler wurde als Klosterzögling in den Lehrorden der Congregatio Jesu in Passau gegeben. Dort erhielt sie Unterricht in Violine, Klavier und Gesang. Bei einem Sturz verletzte sie sich so schwer, dass sie fortan unter Schwerhörigkeit litt. 1904 trat sie als Schwester in den Orden ein. Einige Jahre später machte sie ihr Musik-Staatsexamen. 1919 trat sie in das Kloster Niedermünster in Passau ein. Wegen einer Stimmbandlähmung kam sie 1920 zur Kur nach Bad Aibling und verbrachte ihr weiteres Leben im dortigen Institut der Englischen Fräulein. Sie erteilte Unterricht in Violine und Klavier und übernahm kirchenmusikalische Aufgaben.
1928 veröffentlichte sie ihre erste Schrift Das Innere Hören als Grundlage einer natürlichen Klavierspieltechnik. 1933 erschien ihr dreibändiges Klavier-Schulwerk Das Innere Hören. Es wurde eine viel benutzte Klavierschule. In späteren Jahren entzogen ihr die NS-Machthaber die Unterrichtserlaubnis, die sie danach illegal weiterführte. Die weitere Drucklegung ihrer Werke wurde unmöglich gemacht. Auch nach dem Zweiten Weltkrieg fand sie nicht mehr die ihr zustehende Anerkennung. Sie verbrachte den Rest ihres Lebens im Kloster, wo nur wenige Schüler Zugang fanden. 1951 wurde Das Innere Hören neu verlegt.
Lange nach ihrem Tod entstand auch eine Ausgabe in japanischer Sprache. In den Jahren 1954 und 1955 erfolgte eine veränderte Neuauflage der ersten Schrift vom Inneren Hören mit einer Fortsetzung Gedanken zum Inneren Hören. 1959 erlag Beate Ziegler in ihrem 75. Lebensjahr einem Krebsleiden. Ihr Schüler Friedrich Rabl fühlte sich ihrer Tradition verpflichtet, gründete die deutsche Beata-Ziegler-Gesellschaft und initiierte mit Ivo Csampai im Jahr 1997 die Zeitschrift "Pianistika" Auch in Japan wurde 1979, anlässlich ihres 20. Todestages, eine Beata-Ziegler-Gesellschaft gegründet. Ihr Schüler Werner Brüger gab den 4. Band der Klavierschule heraus, der konzertante Etüden enthält, die die von Beata Ziegler geforderten „pianistischen Grundbewegungen“ einüben sollen.

## Werke (Auswahl)
- Das Innere Hören als Grundlage einer natürlichen Klavierspieltechnik. Max Hieber, München 1928
- Gedanken zum Inneren Hören. Max Hieber, München 1955
- Das Innere Hören. Max Hieber, München 1933 (3 Bände)
- Das Innere Hören. Max Hieber, München 1954 (4. Band)